# Beth Daniel
Beth Daniel, née le 14 octobre 1956 à Charleston Caroline du Sud, est une golfeuse américaine.

## Biographie
Durant sa carrière amateure, elle remporte à deux reprises le championnat de golf amateur des États-Unis, en 1975 et 1977 et fait partie de l'équipe américaine de Curtis Cup, en 1976 et 1978.
Pour sa première année en tant que professionnelle, elle remporte son premier tournoi et est élue « rookie of the year » du LPGA Tour. Les saisons suivantes, elle remporte quatre, deux puis cinq victoires sur le circuit américain: durant cette dernière année 1982, elle est même la golfeuse la plus titrée.
Elle remporte ensuite une victoire en 1983 et en 1985. Elle doit ensuite attendre quatre saisons avant de renouer avec la victoire. En 1989, elle remporte quatre victoires, dont le Rail Charity Golf Classic. Elle remporte à l'issue le « Vare Trophy », classement récompensant la joueuse avec la moyenne de score la plus basse sur l'ensemble de la saison. La saison suivante, elle remporte sept titres, dont son premier majeur, le LPGA Championship, puis conserve son titre au Rail Charity Golf Classic. Elle remporte également son deuxième Vare Trophy consécutif. L'Associated Press la nomme « Athlète de l'année ».
Les années suivantes, elle remporte deux victoires en 1991 puis doit attendre 1994 pour enrichir son palmarès. Elle remporte quatre titres et son troisième Vare Trophy.
Sa dernière victoire sur le LPGA Tour se produit en 2003, lors du  BMO Financial Group Canadian Women's Open: par cette victoire, elle devient la golfeuse la plus âgée à remporter un titre, avec 46 ans, 8 mois et 29 jours.
En 2007, elle fait ses débuts sur The Golf Channel en tant que consultante sur la couverture des tournois LPGA.
En Solheim Cup, compétition par équipe opposant les équipes d'Europe et des États-Unis, elle participe à toutes les éditions depuis la première jusqu'à 2003, mis à part l'édition de 1998. En 2007, elle est assistante de la capitaine américaine Betsy King. Pour l'édition de 2009, elle est nommée capitaine.

## Palmarès

### Autres distinctions
- élue Athlète de l'année en 1990 par le magazine Associated Press
- Vainqueure du « Vare Trophy » en 1989, 1990, 1994
- Intronisée au World Golf Hall of Fame en 2000